# 川邊優子
川邊 優子（かわべ ゆうこ、1981年4月28日 - ）は、日本の脚本家、構成作家。神奈川県横浜市出身。オフィスクレッシェンド所属。

## 概要
2003年に行われた第2回アニマックス大賞で『アズサ、お手伝いします!』が大賞を受賞、翌2004年にアニメ化される。
以降、テレビアニメ、テレビドラマやラジオドラマの脚本を手がける他、テレビ番組の構成作家としても活動。

## 主な作品

### アニメーション
- アズサ、お手伝いします! （2004年） 原作、脚本
- Ergo Proxy （2006年） 脚本
- あにゃまる探偵 キルミンずぅ （2010年） 脚本

### テレビドラマ
- アキハバラ@DEEP （2006年） 脚本、脚本協力
- ライオン丸G （2006年） 脚本
- 永沢君 （2013年） 脚本
- AKBホラーナイト アドレナリンの夜 第3話「預かりもの」（2015年10月15日、テレビ朝日） 脚本[1]
- AKBラブナイト 恋工場 第5話「焼肉デート」（2016年5月5日、テレビ朝日） 脚本
- 警視庁 ナシゴレン課（2016年、テレビ朝日） 脚本
- 吾輩の部屋である（2017年、日本テレビ）脚本
- ゼロ 一獲千金ゲーム（2018年、日本テレビ）脚本
- 恋の病と野郎組（2019年、BS日テレ）脚本
- ハケンの品格 第2シリーズ 第2話・4話・6話（2020年、日本テレビ）脚本[2]
- 金田一少年の事件簿（2022年、日本テレビ）
- 高杉さん家のおべんとう（2024年、日本テレビ）

### その他
- 〜空色グラフィティ〜君に会いたくて （2005年） 構成
- はるこ☆UP DATE DVDドラマ （2007年） 脚本
- ミュージカル・リズムステージ「夢色キャスト」（2018年） 脚本